# کرتیس (نبراسکا)
کرتیس(به انگلیسی: Curtis) شهری در ایالت نبراسکا کشور ایالات متحده آمریکا است که جمعیت آن در سرشماری سال ۲۰۱۰ میلادی، ۹۳۹ نفر بوده‌است.